# Крэг, Эдвард Гордон
Ге́нри Э́двард Го́рдон Крэг, также Крейг (англ. Edward Gordon Craig, 16 января 1872, Стивенидж, Хартфордшир — 29 июля 1966, Ванс, Приморские Альпы) — английский актёр, театральный режиссёр, художник-сценограф эпохи модернизма, художник-график, писатель и теоретик искусства, оказавший значительное влияние на формирование символизма в театральном искусстве.

## Биография
Настоящее имя Крэга — Эдвард Генри Гордон Годвин (Edward Henry Gordon Godwin), он был внебрачным сыном английского архитектора Эдварда Годвина и актрисы Эллен Терри. Родился в Стивенедже, в Хартфордшире, Англия, и крещён в возрасте шестнадцати лет как Эдвард Генри Гордон. Он учился в Брэдфилдском колледже в Беркшире с мая 1886 года по июль 1887 года. Принял фамилию «Крэг» по результатам опроса в возрасте двадцати одного года.
Крэг большую часть своего детства провёл за кулисами в Театре Лицея (Lyceum Theatre), где его мать была ведущей актрисой в дуэте с актёром сэром Генри Ирвином. В 1893 году Крэг женился на Хелен Мэри Гибсон, с которой у него было пятеро детей. В 1900 году он встретил Елену Мео, скрипачку, дочь художника Гаэтано Мео, и у них было трое детей. Крэг жил с Еленой Мео и двумя выжившими детьми в Англии и Италии, не получив развода с первой женой. У него были и другие внебрачные дети: дочь с актрисой Джесс Дорин, дочь с танцовщицей Айседорой Дункан и другие.
Он был редактором театральных альманахов, выходивших во Флоренции: «Маска» (1908—1929) и «Марионетка» (1918—1919), последний был посвящён исключительно театру кукол. Крэг также был автором многих статей по теории театра.
В 1913 году во Флоренции вместе со своей помощницей Дороти Невил Лиз он смог основать театральную академию в заброшенной «Арене Гольдони». Он преподавал принципы сценического движения, использования света и работы с экранами, им самим изобретёнными, монохромными настенными экранами разных размеров, которые можно было вариативно монтировать и перемещать по сцене.
После закрытия флорентийской школы в начале Первой мировой войны Крэг написал «Драму для дураков», цикл кукольных пьес. Во Франции в начале 1930-х годов Крэг обратился к истории театра. Он написал книгу «Генри Ирвинг» (1930), в которой отдал дань уважения кумиру своей юности. «Её тайное я» (1931) изображает его мать, а в «Истории моих дней» (1957) он представил свою автобиографию.
Большую часть своей жизни Крэг провёл Франции. Он был удостоен звания кавалера ордена Почётного легиона. В 1942 году был интернирован немецкими оккупационными силами. В 1958 году получил Орден Британской империи и Орден Кавалеров Почёта. Скончался в Вансе, Франция, в 1966 году, в возрасте девяноста четырёх лет.
Крэг любил разного рода мистификации. Он выступал под многими псевдонимами: Оливер Бат, Юлиус Оливер, Джулио Пирро, Сэмюэль Прим, Станислас Лодошоусковски.
Его внучка Хелен Крэг стала известной актрисой, художником и сценаристом.

## Творчество
Эдвард Гордон Крэг выступал на сцене в качестве актёра драматического театра с 1889 года. Работал в труппе Генри Ирвинга. Сотрудничал с драматургом Йейтсом. Ставил спектакли в театрах Берлина, Флоренции, Москвы. Снискав небольшой финансовый успех в Британии, Крэг в 1904 году отправился в Германию. В 1908 году Айседора Дункан познакомила его со К. С. Станиславским, который пригласил Крэга поставить «Гамлета» в Московском Художественном театре (1911). Он создал для этой постановки декорации и костюмы. Крэг увлекался театром кукол и масок. Его имя тесно связано с символистскими течениями в театре рубежа веков. Приверженец идеи режиссёрского театра, он разрабатывал и внедрял концепцию «актёра-марионетки». Крэг утверждал, что только режиссер является «истинным художником театра» и предлагал рассматривать актёров не более, чем марионеток в руках настоящего художника. Свою концепцию он описал в 1908 году в эссе «Актер и сверхмарионетка». Он написал одно из своих самых известных произведений, эссе «Искусство театра».
В 1929 году Крэг создал серию ксилографий для специального издания «Гамлета», опубликованного графством Гарри Кесслером, в немецком переводе Герхардта Хауптмана.
Российские исследователи культуры модерна В. С. Горюнов и М. П. Тубли отмечали связь творчества Крэга с архитектурой: «Сценография Г. Крэга, принципы которой окончательно сформировались к 1906 году, может быть смело названа протоконструктивистской. Крэг применял конструктивно чёткие объёмы прямоугольных и других простейших геометрических форм. Уже современники отмечали архитектурность его сценографии». Некоторые исследователи «сближают Крэга с кубистами» и даже «указывают на живопись Сезанна».

## Книги
- On the art of the theatre. 1911
- Towards a new theatre. 1913

## Публикации на русском языке
- Искусство театра / Перевод под редакцией В. П. Лачинова. — СПб.: Издательство Н. И. Бутковской, 1912.
- Воспоминания, статьи, письма. — М.: Искусство, 1988.
- Указатель к летописи дней моих. 1872—1907 / Перевод и коммент. К. Н. Атаровой. — М.: Артист. Режиссёр. Театр, 2013. — 512 с.